# Honda Small Hybrid Sports Concept
El Honda Small Hybrid Sports Concept es un Concept Car diseñado por Honda y presentado en el Salón de Ginebra en marzo de 2007 que representa la propuesta de Honda para un modelo híbrido futuro. El Small Hybrid Sports Concept demuestra una fusión única de tecnología híbrida avanzada y características de vehículos deportivos divertidos de conducir, como el Honda CR-Z de 2010, vehículo que se basó en el concepto de este prototipo.
El Small Hybrid Sports Concept fue diseñado por Honda R&D Europa. Se presenta como un tracción delantera, plataforma de coche compacta y propulsado por un motor 4 cilindros de gasolina con sistema IMA de Honda que acciona a través de una transmisión CVT. Este coche combina un bajo impacto ambiental y aun así ofrecer todo el placer de conducción que se espera de un coche deportivo compacto.
El diseño aerodinámico de la Honda Small Hybrid Sports Concept se caracteriza por superficies curvas y contornos afilados. El frontal con diseño muy bajo y trasera con culo, junto con los pasos de rueda que envuelven alrededor de las ruedas grandes, dan un aspecto muy limpio y agresivo del cupé deportivo.